# 紐菲爾德 (緬因州)
紐菲爾德（英語：Newfield）是一個位於美國緬因州約克縣的鎮。

## 人口
根據2020年美國人口普查的數據，紐菲爾德的面積為86.61平方千米，當中陸地面積為83.66平方千米，而水域面積為2.95平方千米。當地共有人口1648人，而人口密度為每平方千米19人。